# Nicanor Ugalde Godoy
Nicanor Ugalde Godoy (Santiago 1830 - 1906) was een Chileens politicus. 
Hij volgde onderwijs aan het Nationaal Instituut en studeerde rechten aan de Universiteit van Chili. In december 1854 vestigde hij zich als advocaat. Hij was naast advocaat eigenaar van de hacienda Santa Inés aan de Río Cachapoal. Tijdens de Chileense Burgeroorlog (1891) was hij minister van Openbare Werken en onderminister van Oorlog en Marine. Hij diende in die functies onder president José Manuel Balmaceda.
Na de oorlog was hij betrokken bij de Partido Liberal Democrático (Liberaal-Democratische Partij) en maakte van 1891 tot 1894 deel uit van de Kamer van Afgevaardigden. Tijdens zijn lidmaatschap van het lagerhuis was hij lid van de parlementaire commissie van Oorlog en Marine.